# Šambron
Šambron (allemand : Schönbrunn im Scharosch ) est un village de Slovaquie situé dans la région de Prešov.

## Histoire
Première mention écrite du village en 1411.

## Démographie

### Évolution de la population
| Année:               | 1994. | 2004.    | 2014.   | 2024.   |
| -------------------- | ----- | -------- | ------- | ------- |
| Nombre de personnes: | 480   | 429      | 394     | 358     |
| Différence:          |       | -10,62 % | -8,15 % | -9,13 % |

| Année:               | 2023. | 2024.   |
| -------------------- | ----- | ------- |
| Nombre de personnes: | 369   | 358     |
| Différence:          |       | -2,98 % |